# Ternuwate
Ternuwate (ukr. Тернувате) – osiedle typu miejskiego na Ukrainie w rejonie nowomykołajiwskim obwodu zaporoskiego.

## Historia
Status osiedla typu miejskiego posiada od 1957.
W 1989 liczyło 1726 mieszkańców.
W 2013 liczyło 1430 mieszkańców.